# 流通科学部
流通科学部（りゅうつうかがくぶ、英: Faculty of Distribution and Communication Sciences）は、大学において、流通科学を専攻とする学部である。
流通科学部は実学に重点を置いた教育課程を編成しており、主に流通学や商学もしくは会計学といった伝統的な学問分野を原点としながらも、グローバル化する市場構造の変化など今後の第三次産業について科学的に学ぶ新しい学部である。
学問体系としては文系、特に社会科学に分類されるが、数学や統計学、情報技術などの科学的手法を活用する科目も多い。
授与する学位は学士（流通科学）。

## 流通科学部を持つ日本の大学
日本で初めて流通科学部を設置したのは大阪学院大学である。

### 流通科学部
- 中村学園大学

### 流通学部
- 阪南大学

### 流通情報学部
- 流通経済大学

### かつて流通科学部が存在した大学
- 大阪学院大学：流通科学部を商学部に改組（2014年）